# Afric Simone
Afric Simone (nascido Henrique Joaquim Simone; 10 de outubro de 1939) é um cantor e músico moçambicano. 

### Infância e juventude
Simone nasceu em Inhambane, Moçambique, filha de pai brasileiro e mãe moçambicana. Logo após seu nascimento, sua família mudou-se para o Brasil. Mas quando Simone tinha 9 anos, o seu pai morreu - e a sua mãe, Simone e as suas irmãs mais novas voltaram para Moçambique. Para ajudar a mãe, ele começou a trabalhar durante o dia – e a cantar nas ruas à noite. Nos anos sessenta actuou em Maputo com o nome artístico Kid-Kid.
Durante uma de suas apresentações, Simone foi notado por um empresário musical da África do Sul. Ele organizou os primeiros shows profissionais da Simone.

### Carreira profissional
Entre 1965 e 1971, Simone lançou - sob o nome artístico Monsieur Afrique - 5 singles: "Black Dynamite" em 1965 pela gravadora Ariola Records, "El Matador" em 1969 pela gravadora Teldec, "Washboard man" em 1970 pela Polydor Records e "Ich bin der grösste Lacher" também em 1970 pela gravadora "Telefunken", e "Feuer Feuer Feuer" em 1971 pela Hansa Records.
Em 1972, Simone lançou o single Barracuda sob o nome artístico Simón el Africano - que se tornou um sucesso na América do Sul. Seguiu-se a longa digressão por todo o continente, do Brasil à Venezuela. [carece de fontes?]
Após o sucesso, o empresário do Afric sugeriu ir para a Europa. Em 1974, o single Barracuda foi relançado na Europa - agora com o nome artístico de Afric Simone. Em 1974 foi lançado o álbum Mister Barracuda. [carece de fontes?]

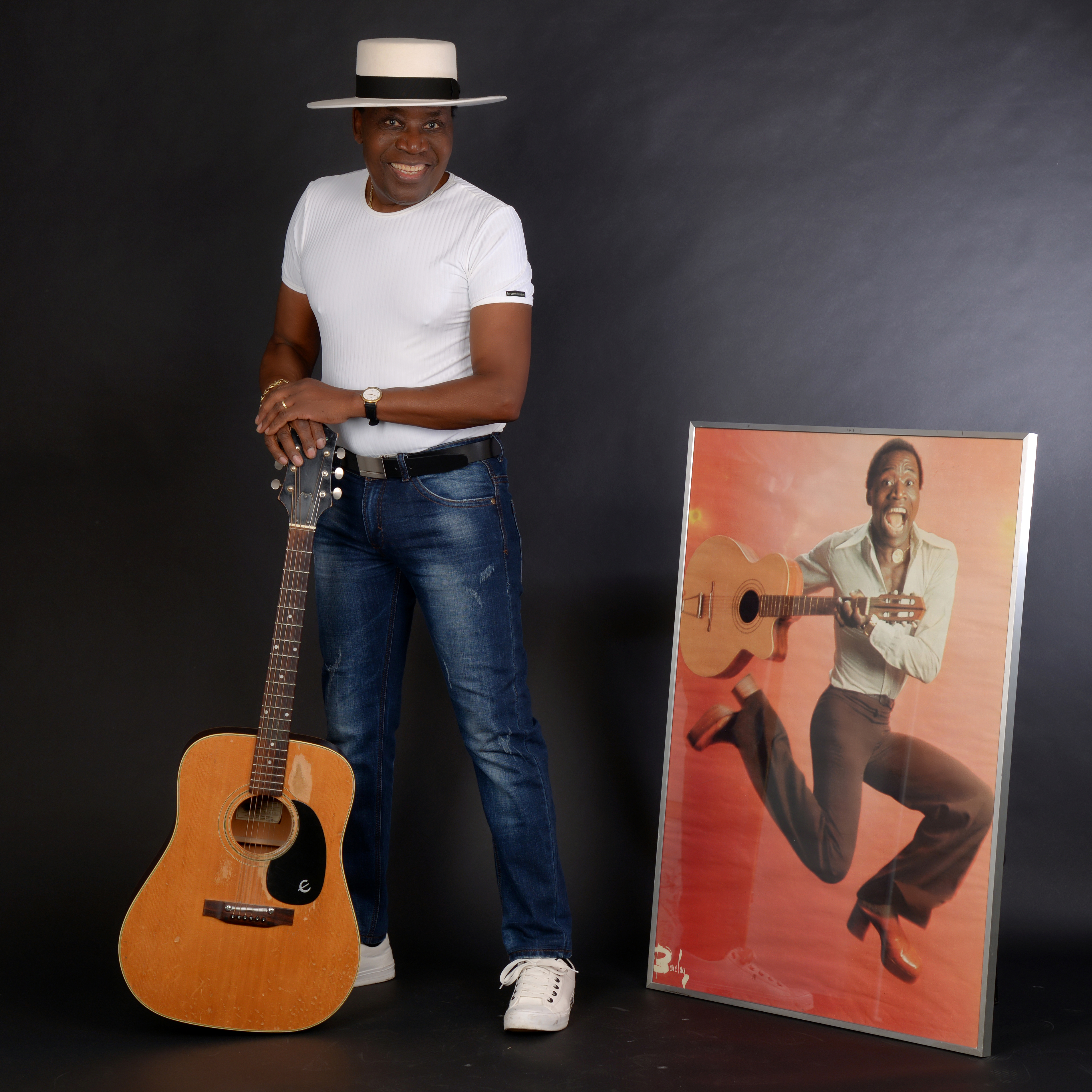
Afric Simone 2016

Afric Simone ingressou nas tabelas musicais europeias com o seu primeiro sucesso Ramaya em 1975, seguido por outra canção bem conhecida Hafanana mais tarde em 1975.
Em julho de 1977, Afric Simone se apresentou no programa de televisão "Ein Kessel Buntes" em  
Berlim Leste, na Alemanha Oriental. Afric Simone foi muito popular em ambas as partes da Cortina de Ferro e realizou digressões na União Soviética, Polónia, República Democrática Alemã e Checoslováquia no Bloco de Leste.[carece de fontes?]

### Vida privada
Afric Simone mora em Berlim, Alemanha, desde 1978. Foi casado 3 vezes. Do segundo casamento tem um filho, Fábio. A terceira esposa de Simone, Ludmila, é de etnia russa .

## Discografia

### Singles
- 1965 - "Black Dynamit" / "Monsieur Afriquc" (Ariola) [3]
- 1969 - "El Matador" / "Mosquito" (Teldec)
- 1970 - "Washboard Man" / "Harana" (Polydor)
- 1970 - "Ich bin der grösste Lacher" / "Mr. Watussi" (Telefunken)
- 1971 - "Feuer Feuer Feuer" / "Salt-Lake-City Train" (Hansa)
- 1972 - "Barracuda" / "Hey Safari" (BASF)
- 1974 - "Barracuda" / "Humbala" (BASF)
- 1975 - "Ramaya" / "Piranha" (Barclay, BRCNP 40066)
- 1976 - "Hafanana" / "Sahara" (Barclay, BRCNP 40072)
- 1976 - "Aloha-Wamayeh" / "Al Capone" (Hansa, 17 586 AT)
- 1977 - "Maria Madalena" / "Aloha" (Barclay)
- 1977 - "Playa Blanca" / "Que Pasa Mombasa" (Musart, MI 30387)
- 1978 - "Playa Blanca" / "Marabu" (Barclay)
- 1980 - "China Girl" / "Salomé" (Barclay)

### Álbuns
- 1974 - Mr. Barracuda (BASF, 2021932)
- 1975 - Ramaya (Barclay, 70024)
- 1976 - Aloha Playa Blanca (CNR)
- 1978 - Boogie Baby (RCA)
- 1978 - Jambo Jambo (Epic)
- 1981 - Maria Sexy Bomba de Paris (Epic)
- 1990 - Afro Lambada (Multisonic)

### CD
- 1989 - Best of Afric Simone (reedição de 2002 com faixas bónus)